# Großes Ochsenhorn
Il Großes Ochsenhorn (2.511 m s.l.m.) è la montagna più alta del Loferer Steinberge nei Monti dello Stein. Si trova in Austria (Salisburghese).